# Крисп (окръг, Джорджия)
Вижте пояснителната страница за други значения на Крисп.
Окръг Крисп (на английски: Crisp County) е окръг в щата Джорджия, Съединени американски щати. Площта му е 728 km², а населението - 22 017 души. Административен център е град Кордел.